# Bucheggberg-Wasseramt
Bucheggberg-Wasseramt är ett amt (Amtei) i kantonen Solothurn i Schweiz. Amtet består av distrikten Bucheggberg och Wasseramt och har 55 000 invånare.
Amtets domstol och förvaltningskontor ligger i den närbelägna staden Solothurn, som dock inte ingår i amtet.

## Ledamöter i kantonsparlamentet
Amtet fungerar som valkrets till Solothurns kantonsparlament (Kantonsrat) med 22 mandat, fördelade enligt nedan på partierna vid valet 2017:
- FDP. Liberalerna: 6
- Socialdemokraterna (Schweiz): 6
- Schweiz kristdemokratiska folkparti: 4
- Schweiziska folkpartiet: 4
- Schweiz gröna parti: 1
- Grönliberala partiet:1

## Kommuner
Bucheggberg-Wasseramt består av 27 kommuner. Åtta av dessa ligger i Bucheggberg och 19 i Wasseramt.

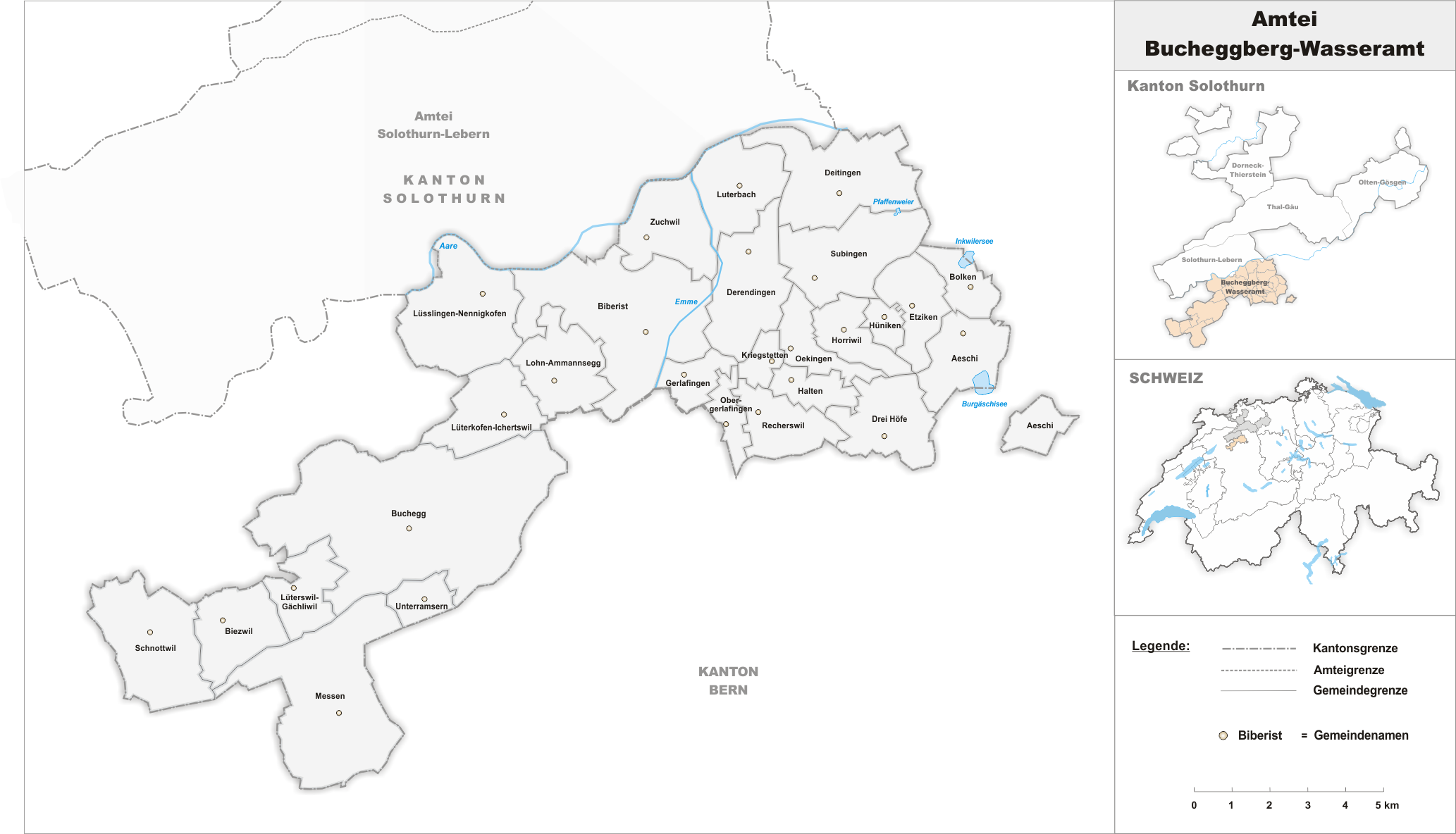
Kommunindelning i Bucheggberg-Wasseramt